# Chiến dịch Sao Thổ
Chiến dịch Sao Thổ (tiếng Nga: Операция Сатурн) là mật danh do Bộ Tổng tư lệnh tối cao Quân đội Liên Xô đặt cho cuộc tấn công quy mô lớn thứ hai của Chiến cục mùa đông 1942-1943 tại khu vực phía nam của Mặt trận Xô-Đức và là một phần của chiến dịch Stalingrad trong Chiến tranh thế giới thứ hai. Chiến dịch này được chuẩn bị như một sự tiếp nối Chiến dịch Sao Thiên Vương, hình thành sau các cuộc trao đổi ý kiến giữa I.V. Stalin, G.K. Zhukov và A.M.Vasilevsky trong tháng 11 năm 1942 và được Bộ Tổng tư lệnh tối cao quân đội Liên Xô (Stavka) thông qua ngày 2 tháng 12 năm 1942.
Theo kế hoạch Chiến cục mùa đông 1942-1943 của Liên Xô, sau khi thực hiện xong Chiến dịch Sao Thiên Vương, đánh bại hai tập đoàn quân 3 và 4 của Romania, hoàn thành việc bao vây Tập đoàn quân 6 và một phần Tập đoàn quân xe tăng 4 (Đức) tại khu vực Stalingrad; Phương diện quân Sông Đông và các đơn vị phía trong của hai Phương diện quân Tây Nam và Stalingrad sẽ tiếp tục thực hiện Chiến dịch Cái Vòng để thủ tiêu các lực lượng Đức và Romania trong vòng vây. Chủ lực các Phương diện quân Tây Nam và Stalingrad sẽ tiếp tục tấn công trên hướng Tây Nam, tiến về phía Rostov-na-Donu nhằm cô lập các Cụm tập đoàn quân A và Sông Đông (Đức) trong một vòng vây lớn hơn. Đồng thời, các tập đoàn quân tại sườn phía nam của Phương diện quân Voronezh phải đánh bại Tập đoàn quân 8 (Ý), chủ lực Phương diện quân Voronezh và cánh trái của Phương diện quân Bryansk phải kiềm chế Cụm tập đoàn quân B gồm Tập đoàn quân 2 (Đức) và Tập đoàn quân 2 (Hungary), che chở sườn phải cho Phương diện quân Tây Nam. Đó là toàn bộ ý đồ của Chiến dịch Sao Thổ. Nếu thành công, cuộc tấn công này sẽ khiến phần còn lại của Cụm tập đoàn quân Đức ở phía Nam, một phần ba tổng số quân Đức ở Liên Xô, mắc kẹt tại vùng Kavkaz. Tuy nhiên, do việc chậm thanh toán cụm quân Đức đang bị vây tại Stalingrad đã thu hút vào đây 7 tập đoàn quân Liên Xô và do cuộc phản công của Cụm tập đoàn quân Sông Đông (Đức) được triển khai sớm, trước khả năng quân Đức có thể giải vây cụm quân của Friedrich Paulus. Bộ Tổng tư lệnh tối cao quân đội Liên Xô đã nhanh chóng chuyển hướng Chiến dịch Sao Thổ thành "Chiến dịch Sao Thổ nhỏ". Mục tiêu tấn công của chiến dịch này không nhằm thẳng về hướng Nam đến Rostov như cũ mà nhằm về hướng Đông Nam, đánh vào sau lưng Cụm tác chiến Hollidt của Đức, đánh bại Tập đoàn quân 8 Ý, buộc Quân đoàn xe tăng 48 Đức phải quay lại đối phó và sau đó, tiêu diệt nốt quân đoàn này, làm sụp đổ toàn bộ cánh Bắc của Cụm tập đoàn quân Sông Đông. Cuối cùng, mới có thể tính đến việc thanh toán Tập đoàn quân 6 (Đức) trong vòng vây và tiếp tục cô lập Cụm tập đoàn quân A (Đức) ở Bắc Kavkaz và Kuban. Chiến dịch được dự kiến bắt đầu ngày 10 tháng 12 nhưng đã phải lùi lại 6 ngày để Bộ Tổng tư lệnh quân đội Liên Xô có thể xác định chắc chắn ý đồ chiến dịch của quân đội Đức và tập trung thêm lực lượng dự bị tại tuyến đầu.

## Binh lực và kế hoạch của các bên

### Quân đội Liên Xô

#### Binh lực
Theo kế hoạch "Sao Thổ", Phương diện quân Tây Nam và cánh trái của Phương diện quân Voronezh phải tập trung 11 sư đoàn bộ binh, 4 quân đoàn xe tăng và 1 quân đoàn cơ giới (mỗi quân đoàn có đủ 3 lữ đoàn), 6 trung đoàn bộ binh độc lập và 7 trung đoàn pháo binh tại địa đoạn từ Verkhni Mamon đến Bokovskaya; trong đó có 3/4 số sư đoàn bộ binh và toàn bộ các đơn vị xe tăng, cơ giới là các đơn vị tăng cường từ các lực lượng dự bị của Đại bản doanh Bộ Tổng tư lệnh tối cao. Bố trí lực lượng từ Tây Bắc đến Đông Nam trên các tuyến sông Đông và sông Chir gồm các đơn vị:
- Cánh trái của Phương diện quân Voronezh do trung tướng F. I. Golikov chỉ huy gồm có:
  - Tập đoàn quân 6 (thành lập lần thứ ba) của thiếu tướng F. M. Kharitonov gồm các sư đoàn bộ binh 45, 99, 141, 160, 174, 212, 219, 309 và lữ đoàn pháo binh 141.[7]
  - Quân đoàn xe tăng 17 của thiếu tướng P. P. Poluboyarov.[8]
- Các đơn vị trên vòng vây phía ngoài của Phương diện quân Tây Nam do thượng tướng N.F.Vatutin chỉ huy, gồm có:
  - Tập đoàn quân cận vệ 1 của trung tướng V. I. Kuznesov gồm[9]:
    - Các quân đoàn bộ binh 4, 6;
    - Quân đoàn xe tăng 18;
    - Quân đoàn xe tăng 24 của thiếu tướng V. M. Badanov;[10]
    - Quân đoàn xe tăng 25.[8]

  - Tập đoàn quân cận vệ 3 của trung tướng D. D. Lelyushenko gồm quân đoàn bộ binh 14; quân đoàn cơ giới cận vệ 1; sư đoàn bộ binh cận vệ 50; các sư đoàn bộ binh 197, 203, 278; các lữ đoàn bộ binh độc lập 90, 94; lữ đoàn bộ binh cơ giới 22 và 3 đại đội xe tăng độc lập.[11]
  - Tập đoàn quân xe tăng 5 của trung tướng P. L. Romanenko gồm các quân đoàn xe tăng 1, 22, 26 và sư đoàn bộ binh 119.[12]
  - Tập đoàn quân xung kích 5 của trung tướng V. D. Tsvetaev gồm các quân đoàn bộ binh cơ giới 4, 7, các sư đoàn bộ binh độc lập 87, 300, 315.[13]
  - Tập đoàn quân không quân 17 của trung tướng S. A. Krasovsky gồm các sư đoàn tiêm kích 282, 288; các sư đoàn oanh tạc 221, 262; sư đoàn cường kích 267; các trung đoàn cường kích 208 và 637. Biên chế ban đầu có 447 máy bay.[14] Đến ngày 16 tháng 12 còn 415 chiếc hoạt động được (kể cả các máy bay trinh sát - liên lạc PO-2 và P-5 được sử dụng vào nhiệm vụ ném bom ban đêm).[3]

#### Kế hoạch Sao Thổ
Đúng một tuần sau khi Chiến dịch Sao Thiên Vương mở màn; ngày 26 tháng 11, Tổng tư lệnh tối cao quân đội Liên Xô I. V. Stalin cùng các đại tướng G.K.Zhukov và A.M.Vasilevsky dự kiến một chiến dịch tấn công mới để phát huy kết quả bao vây Tập đoàn quân 6 (Đức) tại Stalingrad với mật danh "Chiến dịch Sao Thổ" (tiếng Nga: Операция Сатурн). Mục tiêu trước mắt là đánh tan Cụm tác chiến Hollidt (Đức) và Tập đoàn quân 8 (Ý), sau đó sẽ điều động các quân đoàn xe tăng làm nòng cốt cho các cụm cơ động tiến ra Bắc Donets, đánh chiếm các đầu cầu vượt sông Bắc Donets tại khi vực Likhaya, tạo thế để phát triển cuộc tấn công đến Rostov; cô lập không chỉ Cụm tập đoàn quân Sông Đông mà còn cả Cụm tập đoàn quân A (Đức) đang hoạt động tại khu vực Bắc Kavkaz và vùng thảo nguyên Kuban.
Tại cánh phải, Phương diện quân Tây Nam được tăng cường các quân đoàn xe tăng 24 và 25 sẽ tổ chức hai cánh quân xung kích: Tập đoàn quân cận vệ một trong biên chế có 6 sư đoàn bộ binh, 3 quân đoàn xe tăng và các phương tiện tăng cường sẽ tấn công từ bàn đạp phía Nam Verkhni Mamon theo hướng Nam đến Milerovo. Tập đoàn quân cận vệ 3 trong biên chế có 5 sư đoàn bộ binh và 1 quân đoàn cơ giới tấn công từ Bokovskaya sang phía Tây, hội quân với Tập đoàn quân cận vệ 1 tại Milerovo. Hai tập đoàn quân này sẽ bao vây và tiêu diệt Tập đoàn quân 8 (Ý) và sư đoàn 297 (Đức) tại thượng nguồn sông Kalitva. Phương diện quân Voronezh sử dụng Tập đoàn quân 6 tấn công theo hướng chung đến Kantemirovka, che chở mặt bắc cho cánh quân xung kích của Tập đoàn quân cận vệ 1.
Ở khu vực giữa mặt trận, Tập đoàn quân xe tăng 5 và Tập đoàn quân xung kích 5 có nhiệm vụ kiềm chế các quân đoàn xe tăng 11, 48, quân đoàn cơ giới 7, sư đoàn bộ binh 336 và hai sư đoàn còn lại của Tập đoàn quân 3 Romania thuộc Cụm tác chiến Hollidt; bám trụ tại ngã ba sông Chir và sông Kalitva không cho quân Đức vượt sông. Sau đó, lợi dụng đòn đánh thọc sâu của các tập đoàn quân cận vệ 1 và 3 để vượt sông Chir, tấn công theo hướng Tsernychevskaya - Morozovsk - Tormosin; cuối cùng, phát triển về hướng Tây qua Tatsinskaya đến Bắc Donets. Bộ Tổng tư lệnh tối cao quân đội Liên Xô giao cho đại tướng N. N. Voronov phụ trách "Chiến dịch Sao Thổ", đại tướng A. M. Vasilevsky phụ trách "Chiến dịch Cái Vòng".
Tuy nhiên, đến đầu tháng 12, tình huống trên mặt trận Stalingrad và các khu vực lân cận đã có nhiều thay đổi nằm ngoài tính toán trước đó của Bộ Tổng tư lệnh tối cao quân đội Liên Xô. Đầu tháng 12 năm 1942, Cụm quân Paulus đang bị vây bên trong pháo đài Stalingrad (theo lời của Hitler) đã tổ chức phòng thủ kiên cố theo kiểu tập đoàn cứ điểm dạng con nhím (hedgehog) ở mọi hướng và với nhiều tổn thất đã đẩy lùi những nỗ lực tấn công đầu tiên của quân đội Liên Xô trong giai đoạn đầu của Chiến dịch Cái Vòng. Căn cứ báo cáo từ cơ quan tình báo của các phương diện quân diện ước tính ban đầu quân số các lực lượng Đức và Romania bị vây là 85.000 đến 95.000 quân, Bộ Tổng tư lệnh quân đội Liên Xô cho rằng có thể thanh toán số quân này trong vài ngày, nhưng thực tế số quân này lên đến trên 330.000 người. Do đó, Bộ Tổng tư lệnh quân Liên Xô chỉ thị duy trì lực lượng tối đa tại vòng vây phía trong để ngăn ngừa khả năng đào thoát của Cụm quân Paulus. Lực lượng này bao gồm toàn bộ Phương diện quân sông Đông của tướng K.K.Rokossovsky (các tập đoàn quân 21, 24, 65, 66) và một phần Phương diện quân Stalingrad của tướng A. I. Yeriomenko (các tập đoàn quân 57, 62, 64).
Tại hướng Tây Nam Stalingrad, ngày 12 tháng 12, trước sự thúc ép của Hitler, thống chế Erich von Manstein tổ chức một loạt các cuộc tấn công chiến lược mang tên Chiến dịch Bão Mùa đông (Wintergewitter) tại khu vực Kotelnikovo để phá vòng vây và giải cứu Tập đoàn quân 6 của Đức.. Để đối phó với cuộc tấn công này, ngày 14 tháng 12, một mặt, Bộ Tổng tư lệnh quân đội Liên Xô phải ra lệnh tạm dừng Chiến dịch Cái Vòng, điều Tập đoàn quân cận vệ 2 vốn được trù tính sử dụng cho chiến dịch này đến trợ lực cho Tập đoàn quân 51 để ngăn chặn Cụm quân Hoth lúc này đã tiến đến bờ Nam sông Myskova và chỉ còn cách Cụm quân Paulus đang bị vây khoảng 35 – 40 km và phía Tây Nam. Mặt khác, họ cũng xem xét lại mục tiêu chiến lược của "Chiến dịch Sao Thổ", thu hẹp phạm vi và quy mô của chiến dịch này.

#### Kế hoạch Sao Thổ nhỏ
Lập luận cho sự cần thiết phải thay đổi mục tiêu của Chiến dịch Sao Thổ, tại Chỉ thị số 11 ngày 13 tháng 12 năm 1942, Tổng tư lệnh tối cao I. V. Stalin cho rằng: Tại thời điểm cuối tháng 11, tình hình lúc đó đang thuận lợi cho quân đội Liên Xô và mục tiêu đó là xác đáng. Nhưng đến nay thì tình hình đã chuyển biến khác đi. Quân Đức đã đưa đến hữu ngạn sông Đông tại khu vực Nizhni-Chirskaya sư đoàn xe tăng 11 và sư đoàn cơ giới 7 tăng cường cho quân đoàn xe tăng 48, không chỉ chặn đứng các cuộc tấn công vượt sông Chir của Tập đoàn quân xung kích 5 và Tập đoàn quân xe tăng 5 đã suy yếu mà còn trù tính một cuộc tấn công mở vây cho cụm quân của Paulus. Vì vậy, đòn tiến công dự kiến qua Milerovo và hướng Kamensk - Rostov không được yểm hộ từ phía Đông và rất dễ thất bại. Nếu đổi hướng tấn công sang phía Đông Nam, hướng về Nizhni Astakhov rồi phát triển ra Morozovsk sẽ kẹp chặt toàn bộ cánh quân Đức - Ý ở Bokovskaya - Morozovsk vào hai gọng kìm, dùng đòn vu hồi từ sau lưng để đánh bại Cụm tác chiến Holidt.
Kế hoạch mới được gọi là "Chiến dịch Sao Thổ nhỏ" có quy mô hạn chế hơn kế hoạch ban đầu (Chiến dịch Sao Thổ) ở chỗ nó hạn chế mục tiêu chiến lược. Nếu như ban đầu, kế hoạch Sao Thổ dự định đánh một đòn đột kích cực mạnh vào hậu phương của toàn bộ cánh Nam quân Đức tại mặt trận Xô-Đức, thiết lập tại hướng này một "cái chảo" còn lớn hơn cả Stalingrad thì nay mục tiêu đó bị hủy bỏ. Thay vào đó, mũi tấn công của Phương diện quân Tây Nam sau khi đánh tan Tập đoàn quân 8 (Ý) sẽ chuyển hướng sang phía Đông Nam, nhằm vào Morozovsk và Tormosin, tức là vào hậu phương của Cụm tác chiến Hollidt, một trong hai cánh quân đi mở vây của thống chế Erich von Manstein, khu vực tấn công cũng được giới hạn trong phạm vi hữu ngạn khúc cong lớn của sông Đông, sau đó, tùy tình hình để xử trí. Cuộc tấn công mới với quy mô nhỏ hơn được gọi là Chiến dịch Sao Thổ nhỏ (tiếng Nga: Операция мало Сатурн) bắt đầu vào ngày 16 tháng 12 năm 1942.

## Quân độiĐức Quốc xãvàPhát xít Ý
Đối diện với Phương diện quân Tây Nam và cánh trái của Phương diện quân Voronezh (Liên Xô) là Cụm tác chiến Hollidt gồm 3 sư đoàn xe tăng, 2 sư đoàn cơ giới, 7 sư đoàn bộ binh Đức, 5 trung đoàn pháo binh, 3 quân đoàn bộ binh Ý. Các lực lượng này tạo thành cánh Bắc của Cụm tập đoàn quân sông Đông phòng thủ trên tuyến sông Đông và sông Chir từ Vetsenskaya đến phía Nam Nizhni-Chirskaya

### Binh lực
- Quân đoàn xe tăng 48 của tướng Otto von Knobelsdorff,[23] trong biên chế có:
  - Sư đoàn xe tăng 11;
  - Sư đoàn cơ giới 16;
  - Sư đoàn xe tăng 23;
  - Sư đoàn xe tăng 27;
  - Trung đoàn pháo binh hạng nặng 842;
  - Trung đoàn pháo binh hạng nặng 857;
  - Trung đoàn pháo binh 108;
  - Trung đoàn pháo tự hành 671;
  - Trung đoàn sơn pháo 2 của sư đoàn pháo binh 7
  - Tiểu đoàn 1, trung đoàn pháo chống tăng số 4
  - Tiểu đoàn 2, trung đoàn pháo tự hành 101
  - Tiểu đoàn công binh mô tô 48
- Quân đoàn bộ binh 29 (Đức) của tướng Hans von Obstfelder gồm có
  - Sư đoàn bộ binh 306;
  - Sư đoàn bộ binh 336;
  - Sư đoàn bộ binh 384;
- Tập đoàn quân 8 (Ý) của tướng Italo Gariboldi,[1][24] trong biên chế có:
  - Quân đoàn sơn chiến Alpino của tướng Nasci;
  - Quân đoàn bộ binh 2 của tướng Zanghieri;
  - Quân đoàn bộ binh 35 của tướng Zingales.
- Các đơn vị độc lập trực thuộc Cụm tác chiến:
  - Sư đoàn khinh binh 7 (sử dụng lính mặt đất của không quân);
  - Sư đoàn bộ binh 62;
  - Sư đoàn bộ binh 294;
  - Sư đoàn cảnh vệ 13.

### Kế hoạch
Bộ chỉ huy tối cao quân đội Đức Quốc xã đặc biệt coi trọng việc bám trụ lại trên phòng tuyến còn giữ được dọc theo các con sông Đông và Chir, tiếp tục dùng tuyến này làm bàn đạp để mở vây cho cánh quân của Paulus. Ngày 12 tháng 12 năm 1942, một bầu không khí lo âu đã bao trùm trong hội nghị tướng lĩnh cao cấp Đức tổ chức tại "Hang sói" (tiếng Đức: "Wolfsschanze") ở Đông Phổ khi Hitler xem xét các bản đồ tình hình mặt trận và chất vấn các tướng lĩnh. Hitler đã phân tích đánh giá chi tiết tình hình ở Stalingrad và tỏ ý nghi ngờ tính vững chắc của Tập đoàn quân 8 (Ý). Ông ta kiên nhấn mạnh ý định của mình về việc duy trì các vị trí bị bao vây trên tuyến sông Volga và cho rằng, việc bao vây này chỉ là tạm thời. Sau khi nghe báo cáo của Tổng cục trưởng bộ binh Bộ Tổng tham mưu quân đội Đức Quốc xã Kurt Zeitzler và các ý kiến của Jodl, Heusinger, chính bản thân Hitler cũng thừa nhận sự hiện diện của những mối nguy hiểm cho cánh Nam của quân Đức tại mặt trận Xô-Đức nếu quân đội Liên Xô mở cuộc tấn công lớn trên hướng này. "Fuhrer" yêu cầu các tướng lĩnh Đức thi hành những biện pháp kiên quyết để xoá bỏ nguy cơ đó. Cuối cùng, sự quan tâm lớn nhất của hội nghị này lại được tập trung vào tình hình trong khu vực Stalingrad, nơi Cụm quân Hoth bắt đầu tung ra các đòn phản công từ Kotelnikovo trong Chiến dịch Bão Mùa đông vài giờ trước đó.
Thống chế Erich von Manstein cho rằng mối đe dọa lớn nhất là tại khu vực Nizhni-Chirskaya, nơi hợp lưu giữa sông Chir và sông Đông. Ở đây, ngoài những đơn vị tàn quân của tập đoàn quân Romania, Cụm tác chiến Hollidt không còn lực lượng dự bị. Họ đã phải huy động một sư đoàn phục vụ mặt đất của không quân làm nhiệm vụ chiến đấu như bộ binh với khả năng tác chiến hạn chế. Còn lại là các đơn vị phòng không, vận tải không có một chút kinh nghiệm chiến thuật bộ binh nào, kể cả kỹ năng chiến đấu của cá nhân.
Mặc dù tương quan lực lượng và tình thế chỉ có thể phòng thủ nhưng Fuhrer vẫn ra lệnh tiến hành Chiến dịch Bão Mùa đông với những lý lẽ như sau:
Hitler: Ông nói cái gì ? Thảm họa ở đâu ?
K. Zeitzler: Không! Thưa Quốc trưởng của tôi! Vấn đề là ở chỗ Manstein đã vượt qua sông Aksay. Nhưng người Nga vẫn có thể tiến công vào Tập đoàn quân 8 Ý, và họ đã làm như vậy. Lúc 10 giờ đêm, chúng ta đã đưa một sư đoàn quân Đức đến ứng chiến kịp thời. Nhưng người Ý vẫn tháo chạy và hành động đó đã vô hiệu hóa tất cả các cuộc công kích của lực lượng dự bị.
Hitler: Điều này giống như một số phận, tôi đã không ngủ nhiều ngày vì những diễn biến của khu vực phía Nam mặt trận phía Đông. Đúng là không ai có thể biết điều gì sẽ xảy ra ở đây.
K. Zeitzler: Vấn đề là ở chỗ Manstein yêu cầu sư đoàn xe tăng 11 phải có mặt đúng thời hạn, nếu không, sẽ không còn lực lượng dự bị để ổn định tình hình tại dải phòng ngự của quân Ý.
Hitler: Lực lượng dự bị sẽ có. Hai quân đoàn xe tăng của Manstein vẫn còn lực lượng của họ, quân đoàn này (quân đoàn 48) còn 98 xe tăng; quân đoàn kia (quân đoàn 57) vẫn còn 138 xe tăng. Vấn đề là các ông có bao nhiêu bộ binh đi theo xe tăng ?
K. Zeitzler: Thưa Führe, tôi thấy sư đoàn xe tăng 11 sẽ không thể đến đúng thời hạn tại khu vực của sư đoàn xe tăng 17. Và do đó, cuộc tấn công của Hoth với chỉ hai sư đoàn xe tăng sẽ có thể bị chặn đứng.
Tin tưởng ở khả năng có sức mạnh vượt mọi giới hạn (Almighty) của mình, Hitler cho rằng Chiến dịch Bão Mùa đông sẽ thành công vì mặc dù tình hình chứa đựng những nguy cơ khủng hoảng nhưng đối phương cũng sẽ có những khó khăn của họ do thời tiết khắc nghiệt, đường sá xa xôi và bị phá hoại, đặc biệt là đường sắt.
Về thực chất, Cụm tác chiến Hollidt không những không có kế hoạch phòng thủ mà còn triển khai các lực lượng xe tăng (kể cả hai sư đoàn xe tăng và cơ giới mới tăng viện) cho việc tấn công để mở một hành lang từ Nizhni-Chir phối hợp với Cụm quân Hoth từ Kotelnikovo đánh lên nhằm giải vây cho Tập đoàn quân 6 (Đức).

## Diễn biến chiến dịch
Ưu thế đáng kể về xe tăng (gần 2:1) cho phép quân đội Liên Xô có thể hạ quyết tâm đột phá sâu vào Cụm tác chiến Hollidt từ phía Bắc. Và chiến dịch mở màn ngày 16 tháng 12 sau khi được hoãn lại bốn ngày để tập trung đủ số xe tăng cần thiết. Mặt khác, việc kéo những lực lượng xung kích về hướng tấn công chính trong điều kiện quân Đức phòng ngự thụ động đã làm cho Phương diện quân Tây Nam đạt được ưu thế áp đảo trên hướng tấn công chính cả về bộ binh, pháo binh và xe tăng.

### Trên hướng chủ yếu

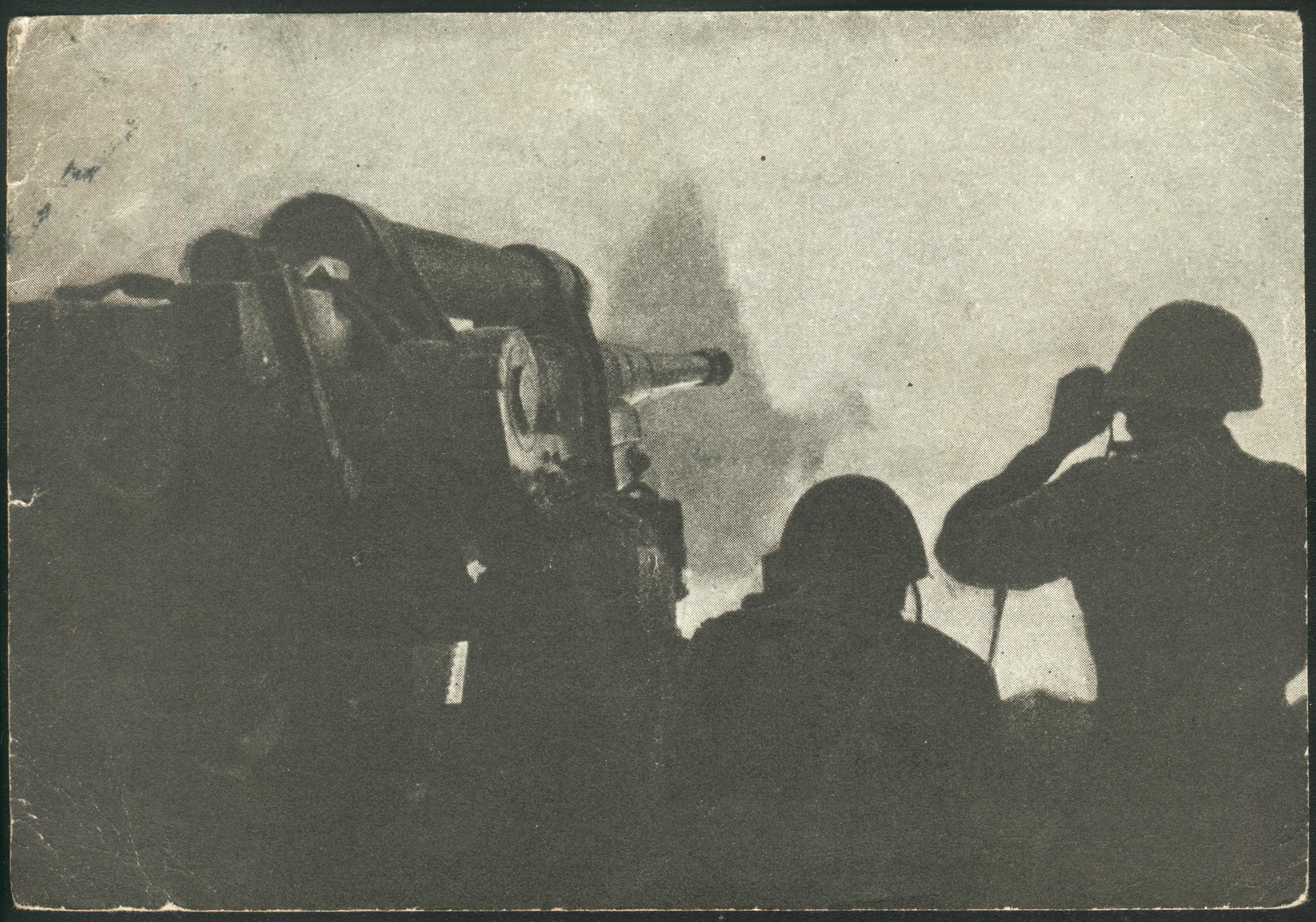
Pháo binh Liên Xô khai hỏa

8 giờ sáng ngày 16 tháng 12, sau trận pháo kích chuẩn bị kéo dài đến 90 phút, giữa sương mù và tuyết bay dày đặc khiến cho không quân oanh tạc không thể yểm hộ, Tập đoàn quân cận vệ 1 (Liên Xô) vượt qua mặt băng trên sông Đông và bắt đầu tấn công vào hai bên sườn Tập đoàn quân 8 (Ý) lúc 9 giờ 30 phút. Đè bẹp sức kháng cự rất mạnh của các đơn vị tiền đội Quân đoàn 2 Ý (gồm các sư đoàn Cosseria, Ravenna) và sư đoàn 318 của Đức. Sư đoàn bộ binh 350 (phối thuộc từ Tập đoàn quân 6) tấn công ồ ạt vào thị trấn và nhà ga Derezovka, trung đoàn bộ binh 118 của sư đoàn này đã chiếm giữ các đầu cầu và tổ chức phòng ngự vòng tròn trong khi đợi chủ lực Tập đoàn quân 6 kéo đến. Đến quá 12 giờ trưa, Tập đoàn quân 6 đã chiếm các thị trấn Verkhni Kalitva (???) và Derezovka, mở một cửa đột phá có chiều sâu 2 đến 3 km. Phía trái Tập đoàn quân 6, Tập đoàn quân cận vệ 1 cũng đột phá được một cửa mở có chiều sâu 1,5 đến 2 km. Đến xế chiều, khi sương mù tan đi, không quân của cả hai bên bắt đầu hoạt động. Vượt qua những trận oanh tạc của đối phương, tập đoàn quân 6 đã khoét sâu cửa mở từ 4 đến 5 km. Tập đoàn quân cận vệ 1 cũng vượt qua trận địa phòng thủ của quân đoàn Alpino và tiến lên được từ 2 đến 3 km. Duy chỉ có tập đoàn quân cận vệ 3 vẫn chưa vượt qua đựợc tuyến phòng thủ của đối phương.

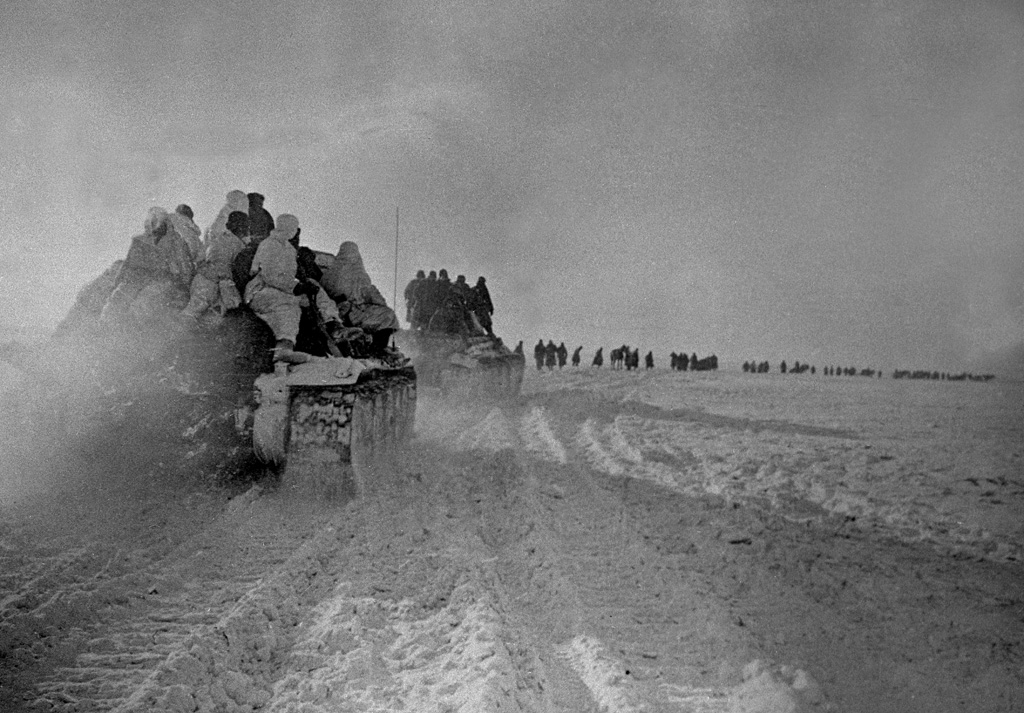
Phương diện quân Tây Nam tấn công gần Bogucharovo, mùa đông 1942

Ngày 17 tháng 12, để đẩy nhanh tốc độ tiến quân, tướng N.F.Vatutin đã tung ngay vào trận các quân đoàn xe tăng 18 và 25. Tuy nhiên, do không bố trí trinh sát dò đường, các đơn vị đi đầu của ba quân đoàn này đã vướng vào bãi mìn, phải dừng lại để chờ công binh đến gỡ mìn. Tại dải tấn công của Tập đoàn quân 6 và Tập đoàn quân cận vệ 1, quân đội Liên Xô vẫn tiếp tục công kích dưới hỏa lực pháo binh bắn chặn và các cuộc tấn công từ trên không của không quân Đức. Tuy nhiên, bây giờ thì sự phối hợp giữa bộ binh với máy bay và xe tăng đã tốt hơn hẳn hồi mùa hè năm 1941; các cuộc tấn công bằng máy bay oanh tạc của không quân Đức nhanh chóng bị đẩy lùi. Đến cuối ngày, Tập đoàn quân 6 đã phá vỡ qua phòng thủ đối phương tại Novaya Kalitva, Derezovka, bao vây và tràn ngập các ổ kháng cự của 2 quân đoàn Ý và đưa Quân đoàn xe tăng 17 vào cửa mở để đột phá theo hướng Kantemirovka.
Ngày 18 tháng 12, hai gọng kìm của các tập đoàn quân cận vệ 1 và 3 (Liên Xô) đã kẹp chặt Tập đoàn quân 8 Ý vào giữa. Giống như Tập đoàn quân 3 Romania trước đó một vài tuần, người Ý cũng bắt đầu tháo chạy trong hỗn loạn. Với sự giúp sức của công binh, sau khi phá vỡ phòng tuyến trên sông Chir của tàn quân Sư đoàn xe tăng 1 (Romania) và Sư đoàn xe tăng 11 (Đức) tại Tây Bắc Bokovskaya, các quân đoàn xe tăng 18 và 25 đã vượt qua được các bãi mìn và bắt đầu tiến vào hậu cứ của toàn bộ Cụm tác chiến Hollidt. Mặc dù các trận đánh lẻ tẻ vẫn tiếp tục trên phòng tuyến sông Chir nhưng tình hình nguy ngập của Tập đoàn quân 8 Ý đã buộc thống chế Manstein phải tung quân đoàn bộ binh 29 là lực lượng dự bị đáng kể nhất ra hướng Bắc.
Sau ba ngày đầu chiến đấu, khu vực đột phá của Tập đoàn quân cận vệ 1 (Liên Xô) tại cánh Bắc của Cụm tác chiến Hollidt (Đức) tại khu vực Blago Veshenskaya - Boguchar đã mở rộng ra đến 60 km chính diện và có chiều sâu đến 40 km. Trên cánh Nam của Cụm tác chiến Hollidt, Tập đoàn quân cận vệ 3 cũng nới rộng chính diện cửa mở lên 20 km và phát triển chiều sâu được 15 km. Báo cáo của tướng Italo Gariboldi, tư lệnh Tập đoàn quân 8 Ý trước khi tử trận đã phản ánh tình cảnh tan rã của Tập đoàn quân ngay trong ba ngày đầu tiên của chiến dịch:
| “                  | Các sư đoàn bộ binh 3 và 9 (Ý) đã bị đánh tan, các sư đoàn bộ binh 52 (Ý), 294 và 298 (Đức) bị thiệt hại rất nặng nề. Tiền đội quân Nga vượt sông Đông ở khắp nơi, buộc tập đoàn quân phải rút lui không ngừng... Xe tăng Nga đã xuất hiện quanh sở chỉ huy tập đoàn quân, việc chỉ huy hoàn toàn không thể thực hiện do không liên lạc được. Những đơn vị dự bị cuối cùng đã tiêu hao hết trong ba ngày đầu tiên. | ” |
| — Italo Gariboldi, | |   |

Trong hồi ký của mình, thống chế Erich von Manstein đánh giá:
| “                     | Tất cả các sự kiện đầu bắt đầu từ cánh trái của Cụm tập đoàn quân Sông Đông, chính xác hơn là cánh trái của Cụm tác chiến Hollidt. Điều gì đã xảy ra đối với Tập đoàn quân 8 Ý ? Chúng ta không thể biết cụ thể nhưng rõ ràng là chỉ còn một đến hai sư đoàn khinh binh còn chống cự được. Một bộ phận Quân đoàn bộ binh 29 được điều đến tăng cường cho quân Ý đã báo cáo rằng hai sư đoàn Ý đang tháo chạy ngang qua các sư đoàn Đức. Đã có tin tức trinh sát chính xác về hai quân đoàn xe tăng đối phương đã đột phá và thâm nhập rất sâu. Như vậy, toàn bộ sườn trái của Cụm Hollidt đã bị hở. | ” |
| — Erich von Manstein, | |   |

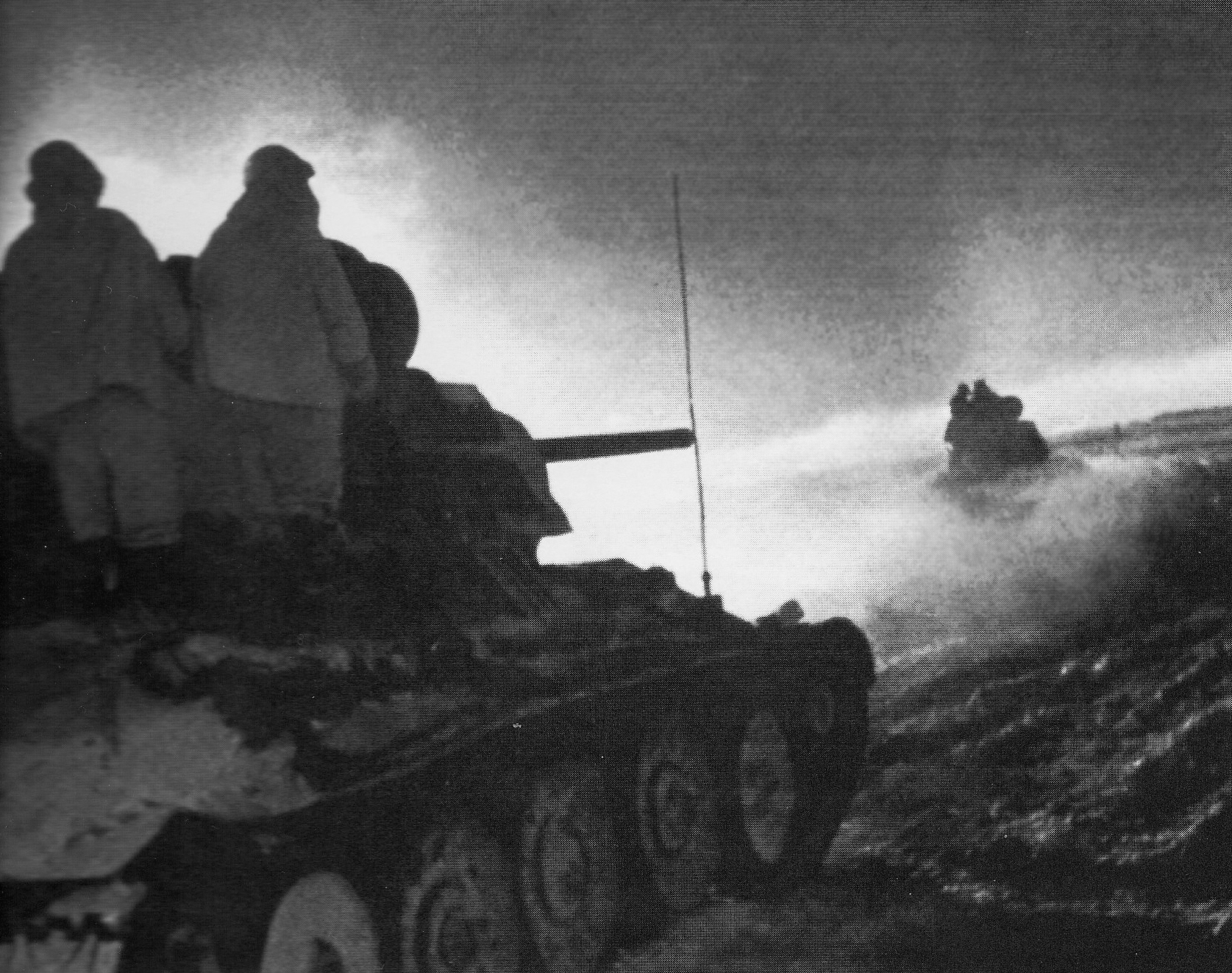
Đội hình xe tăng Liên Xô tấn công

130.000 quân của Tập đoàn quân 8 Ý bị hợp vây tại khu vực từ sông Đông đến phía Bắc thị trấn Millerovo (chỉ còn cách Rostov 195 km về phía Đông Bắc) và bị xé ra làm năm mảnh không còn liên lạc được với nhau cũng như với Sở chỉ huy tập đoàn quân. Mặc dù đã điều Quân đoàn bộ binh 29 trong đó có sư đoàn xe tăng 16 đến trợ giúp quân Ý nhưng Erich von Manstein vẫn không thể đảo ngược được tình hình. Trong số 130.000 quân bị bao vây, chỉ còn 45.000 người sống sót để rồi sau đó, được sáp nhập vào Quân đoàn xe tăng 48 ở Chertkovo.
Ở giữa mặt trận, một nguy cơ lớn cũng đang đe dọa chủ lực của Cụm tác chiến Hollidt gồm sư đoàn xe tăng 11, sư đoàn xe tăng 23, sư đoàn xe tăng 27, một phần sư đoàn xe tăng 16, sư đoàn bộ binh 336, sư đoàn không quân dã chiến 7 và 2 sư đoàn còn lại (1 và 7) của Tập đoàn quân 3 Romania khi cánh quân này đang chuẩn bị phản công giải vây cho Cụm quân Stalingrad. Thực hiện kế hoạch "Sao Thổ lớn", ngày 13 tháng 12, pháo binh Liên Xô bắt đầu bắn hiệu chỉnh. Ngày 14 tháng 12, Tập đoàn quân xung kích 5 của tướng V. D. Tsvetaev và Tập đoàn quân xe tăng 5 của tướng P. L. Romanenko bắt đầu tấn công trên toàn trận tuyến dài 120 km. Chiến sự ác liệt nhất diễn ra tại chỗ hợp lưu giữa sông Chir và sông Đông, quân đội Liên Xô đã đánh chiếm cây cầu quan trọng bắc qua sông Chir nằm trên con đường mà Cụm tác chiến Hollidt dự kiến tấn công để mở vây cho Tập đoàn quân 6 (Đức). Các sư đoàn 1 và 7 Romania đã phớt lờ lệnh cố thủ của tướng Hollidt và bỏ chiến hào tháo chạy. Ngày 24 tháng 12, hậu quân của Cụm tác chiến Hollidt đã có cuộc tao ngộ chiến đầu tiên với các đơn vị xe tăng Liên Xô đi đầu đang tiến đến Tatsinskaya. Đó là quân đoàn xe tăng 24 của tướng V. M. Badanov. Tướng Hollidt buộc phải hủy bỏ cuộc tấn công tại khu vực Tormosin - Nizhni Chir, kéo các sư đoàn xe tăng 11 và 23 đang chống lại Tập đoàn quân xe tăng 5 (Liên Xô) quay về đối phó với Quân đoàn xe tăng 24 (Liên Xô) đang đe dọa thọc sâu vào toàn bộ hậu cứ không chỉ của Cụm tác chiến Hollidt mà còn đe dọa cả hậu cứ của Cụm Tập đoàn quân Sông Đông. Sau năm ngày bị tách rời khỏi chủ lực Phương diện quân Tây Nam và tung hoành trong hậu cứ của quân Đức, phá hủy nặng nề các đoàn tàu hỏa đang dỡ hàng ở nhà ga, trong đó có hàng trăm khẩu pháo và đạn dược, đánh hỏng hàng trăm máy bay Đức đang đậu ở sân bay Tatsinskaya, Quân đoàn xe tăng 24 đã rút về Ilinka và gặp chủ lực của phương diện quân với thiệt hại không đáng kể. Tại đây, Quân đoàn được đổi thành Quân đoàn xe tăng cận vệ 2 và được mang tên Quân đoàn Tatsinskaya. Tư lệnh quân đoàn V. M. Badanov được thưởng Huân chương Suvorov hạng nhất

### Trên các hướng phối hợp

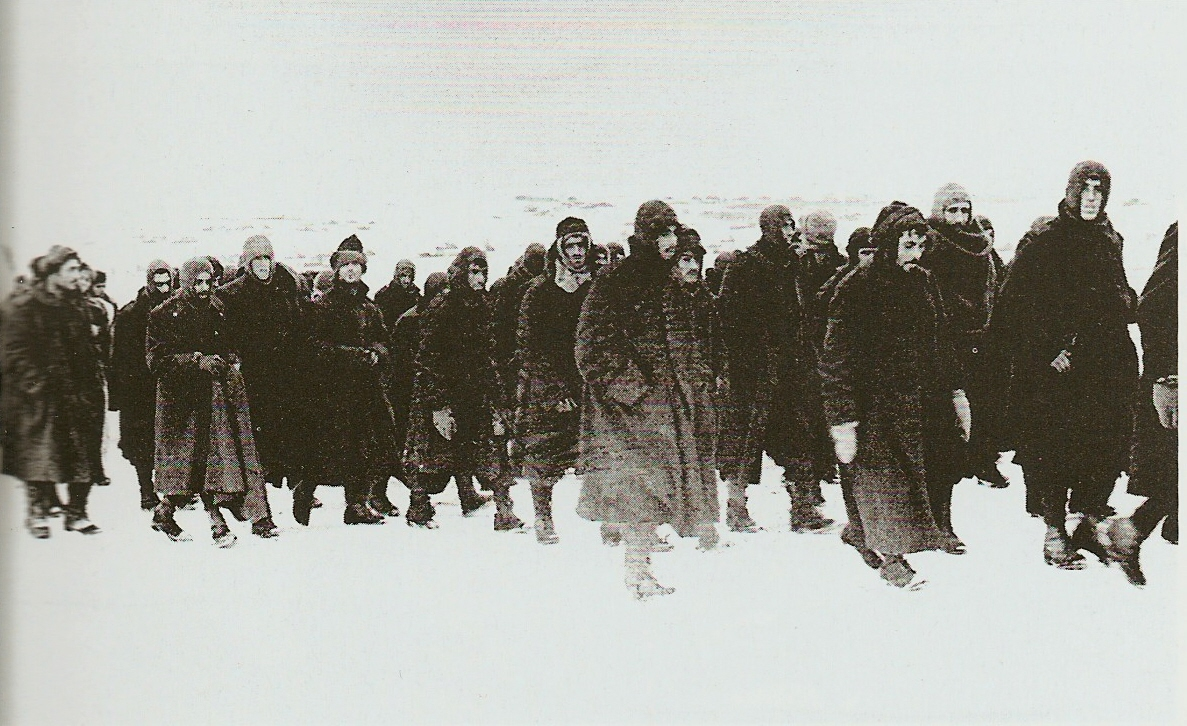
Tù binh Ý bị bắt trong Chiến dịch Sao Thổ nhỏ

Ở phía Nam, trên cánh trái của Tập đoàn quân 51 và tập đoàn quân cận vệ 2 lúc này đã đánh chiếm thị trấn Kotelnikovo, Cụm Bắc của Phương diện quân Zakavkaz (Liên Xô) cũng bắt đầu các cuộc phản công. Tập đoàn quân 28 của tướng Yevgeni Ivanovich Gerasimenko và Tập đoàn quân 58 (Liên Xô) tiến ra uy hiếp Bataysk, đe dọa bao vây Tập đoàn quân xe tăng 1 (Đức) mà còn cả toàn bộ Cụm tập đoàn quân A của thống chế Wilheim List gồm 24 sư đoàn đang hoạt động tại Bắc Kavkaz và Kuban. Nguy cơ xuất hiện một Stalingrad mới buộc Bộ chỉ huy tối cao Quân đội Đức Quốc xã phải ra lệnh cho Cụm tập đoàn quân Sông Đông yêu cầu Tập đoàn quân 6, các cụm quân Hoth và Hollidt phải bằng mọi cách kéo lùi đòn tấn công mới của quân đội Liên Xô, giữ con đường rút lui qua Rostov về Donbass.
Tại cánh cực Bắc của mặt trận, ngày 16 tháng 12, Tập đoàn quân 6 (Liên Xô) cũng phát động tấn công từ Pisarevka và Tala (???) về hướng Kantemirovka để che chắn cho cánh phải của Tập đoàn quân cận vệ 1. Ngày 19 tháng 12, Quân đoàn xe tăng 17 của tướng P. P. Poluboyarov mới tiếp cận mặt trận và nhanh chóng được đưa vào cửa đột phá cùng với Quân đoàn bộ binh 15 của tướng P. F. Privalov. Đến 12 giờ trưa, Lữ đoàn xe tăng 174 của Quân đoàn xe tăng 17 đã chiếm được ngoại ô phía Nam thành phố. Lữ đoàn xe tăng 66 cũng của quân đoàn này từ phía Đông đánh thẳng vào trung tâm thành phố, đánh chiếm nhà ga và thu được nhiều kho vũ khí, kho quân dụng, quân trang, quân nhu còn đầy ắp hàng hoá; lữ đoàn cơ giới 31 đã tấn công nội đô thành phố và lần lượt dập tắt các ổ kháng cự của quân Đức trên các đường phố từ phía Bắc xuống phía Nam. Đến 20 giờ, quân đội Liên Xô hoàn toàn làm chủ Kantemirovka. Mất Kantemirovka là một đòn nặng giáng vào toàn bộ cánh Nam của quân đội Đức Quốc xã khi con đường sắt chiến lược từ Rostov đến Voronezh bị cắt đứt. Quân Đức mất khả năng cơ động rộng rãi lực lượng của họ từ Cụm tập đoàn quân A ở phía Nam qua Cụm tập đoàn quân Sông Đông ở giữa đến Cụm tập đoàn quân B ở khu vực trung lưu Sông Đông.
Trong những ngày cuối tháng 12 năm 1942, Phương diện quân Tây Nam tiếp tục truy kích quân Đức, tàn quân Ý và Romania đang rút lui. Ngày 22 tháng 12, Quân đoàn xe tăng 25 đã đánh chiếm Voroshilovgrad (Luhansk). Đây là khu vực dân cư đầu tiên của Ukraina được giải phóng. Tướng Hollidt thu thập các đơn vị còn lại, lấy sư đoàn xe tăng 16 còn nguyên vẹn làm nòng cốt, lập trận địa cố thủ tại Tormosin, đe dọa sườn phải của Tập đoàn quân cận vệ 2 (Liên Xô). Tình huống này đã buộc tướng A. M. Vasilevsky phải yêu cầu Phương diện quân Tây Nam sử dụng tập trung tập đoàn quân xe tăng 5, tập đoàn quân xung kích 5, quân đoàn cơ giới cận vệ 3 và quân đoàn xe tăng 23 thanh toán cánh quân Đức tại Surovikino, nắn thẳng chiến tuyến, đẩy quân Đức lùi về sông Rotsoshka. Ngày 29 tháng 12, Quân đoàn cơ giới cận vệ 2, sư đoàn bộ binh cận vệ 33 và sư đoàn 387 là các đơn vị Liên Xô đầu tiên vượt sông Đông tại khu vực Verkhne Kurmoyaskaya (Krasnoyarskiy) và bắt đầu tấn công vào Tormosin. Ngày 2 tháng 1 năm 1943, Tập đoàn quân xung kích 5 đã đánh chiếm Tormosin và các khu vực phụ cận. Đến đầu tháng 1 năm 1943 thì Chiến dịch Sao Thổ đã chuyển thành cuộc tổng tấn công trên toàn bộ cánh Nam của mặt trận Xô-Đức.

## Kết quả, ảnh hưởng và đánh giá

### Kết quả
Đến cuối tháng 12 năm 1942, Phương diện quân Tây Nam đã tiến sâu về phía Nam từ 150 đến 200 km, về.phía Tây đến 120 km, (riêng quân đoàn xe tăng 24 đã đột kích sâu tới 240 km đến Tatsinskaya); thiết lập trận tuyến mới từ Novaya-Kalitva qua phía Tây Kantemirovka, Markovka, Mikhailovo-Aleksandrovsky, Voloshin, Ilinka đến Chernyshkovskaya. Trong hơn nửa tháng, sau khi xé Cụm tác chiến Hollidt (Đức) làm năm mảnh và bao vây nhiều đơn vị của cụm này tại Gartmanshevka, Chertkov, Lozovskoye, Verkhne Chirskaya và Kamensky; Phương diện quân Tây Nam và Tập đoàn quân 6 của Phương diện quân Voronezh đã đánh tan 2 sư đoàn và 4 trung đoàn xe tăng Đức, 1 sư đoàn bộ binh Đức, 5 sư đoàn và 3 trung đoàn bộ binh Ý, 5 trung đoàn bộ binh Romania, loại khỏi vòng chiến đấu tổng cộng 120.000 quân Đức và đồng minh của Đức, bắt 60.000 tù binh, thu 1.900 súng các loại, 176 xe tăng và khoảng 350 máy bay. Theo các nguồn thống kê của Anh và Ý, Quân đội Liên Xô cũng có những thiệt hại đáng kể với 95.000 thương vong và khoảng 900 xe tăng, xe bọc thép bị hư hỏng, chủ yếu do vướng phải mìn.

### Ảnh hưởng
Cùng với thất bại của Chiến dịch Bão Mùa đông do Cụm quân Hoth tiến hành, thất bại của Cụm tác chiến Hollidt trong những ngày cuối cùng của năm 1942 đã khiến cho Tập đoàn quân số 6 Đức đã không còn hy vọng được giải vây nữa. Tuy nhiên, người ta đã giữ bí mật nên lính Đức trong Stalingrad vẫn không được biết việc này và tiếp tục tin tưởng rằng quân tiếp viện đang trên đường đến nơi. Một vài sĩ quan đề nghị Paulus không làm theo các mệnh lệnh yêu cầu cầm cự của Hitler và cố gắng nhanh chóng phá vây nhưng Paulus từ chối. Một mặt, ông ta rất ghét việc bất tuân thượng lệnh. Mặt khác, Bộ chỉ huy tối cao Quân đội Đức Quốc xã yêu cầu ông ta cầm giữ càng nhiều càng tốt các binh đoàn chủ lực Liên Xô xung quanh Stalingrad để yểm hộ cho cuộc rút quân trong nay mai của Cụm tập đoàn quân A khỏi Bắc Kavkaz. Sau khi bị bắt, thống chế Paulus đã xác nhận điều này. Ông ta nói rằng "các tính toán chiến lược của quân đội Đức đòi hỏi phải làm như vậy".
Với việc để cho Quân đoàn xe tăng 24 (Liên Xô) tung hoành suốt 5 ngày trong khu vực phía sau mặt trận, quân Đức đã bị thiệt hại lớn về không quân và các loại hàng hóa quân sự; đặc biệt là tại hai sân bay Tatsinskaya và Kantemirovka, hai căn cứ đầu cầu hàng không chủ yếu tiếp tế cho Cụm quân Paulus tại Stalingrad. Việc để mất đầu mối đường sắt Kantemirovka, quân Đức cũng mất khả năng cơ động các tập đoàn quân dọc theo tuyến mặt trận từ Bắc xuống Nam và ngược lại bằng con đường ngắn nhất: đường sắt Rostov - Voronezh.
Không những thế, thất bại trên cánh Bắc của Cụm tập đoàn quân Sông Đông (Đức) còn làm cho nguy cơ bị hợp vây của Cụm tập đoàn quân A tại Bắc Kavkaz ngày một trầm trọng hơn khiến Bộ chỉ huy tối cao quân đội Đức Quốc xã không những không còn hy vọng giải cứu cho Cụm quân Stalingrad của thống chế Paulus mà còn phải tiến hành những biện pháp đặc biệt để đối phó với nguy cơ bị vây của hai cụm tập đoàn quân A và Sông Đông. Từ đầu tháng 1 năm 1943, quân đội Đức Quốc xã phải từ bỏ các mục tiêu của Chiến dịch Hoa nhung tuyết, bắt đầu rút quân khỏi Bắc Kavkaz và thảo nguyên Kuban theo hai hướng: qua Rostov về Donbass và qua eo biển Kerch sang bán đảo Krym. Quyền chủ động chiến dịch vẫn thuộc về quân đội Liên Xô. Phát huy quyền chủ động chiến lược đã được củng cố chắc chắn sau chiến dịch này và Chiến dịch Bão Mùa đông, họ đã thừa thắng mở thêm một loạt chiến dịch trên cả ba hướng chiến lược của Mặt trận Xô-Đức:
- Tại khu vực Stalingrad có Chiến dịch Cái Vòng từ 10 tháng 1 đến 2 tháng 2 năm 1943 thanh toán toàn bộ cánh quân của thống chế Paulus bị vây ở Stalingrad.
- Tại trung lưu sông Đông có Chiến dịch Sông Đông gồm ba chiến dịch nhỏ gối tiếp nhau: Chiến dịch Ostrogozhsk - Rossosh từ 12 đến 27 tháng 1 năm 1943, chiến dịch Voronezh - Kastornoye từ 24 tháng 1 đến 17 tháng 2 năm 1943) và Chiến dịch Kharkov 1943 từ ngày 2 tháng 2 đến 18 tháng 3 năm 1943.
- Tại hạ lưu sông Đông có Chiến dịch Salsk - Rostov từ 1 tháng 1 đến 18 tháng 2 năm 1943, giải phóng thành phố Rostov.
- Tại khu vực Bắc Kavkaz và Kuban có các chiến dịch Nalchik-Stavropol từ ngày 3 tháng 1 đến ngày 4 tháng 2 năm 1943; Chiến dịch Krasnodar từ 11 tháng 1 kéo dài đến tháng 5 năm 1943.

Tại cánh Bắc của mặt trận Xô-Đức, quân đội Liên Xô cũng tiến hành các chiến dịch chọc thủng vòng vây của quân Đức tại Leningrad từ 12 đến 30 tháng 1 năm 1943 và Chiến dịch Demyansk từ ngày 15 tháng 2 đến 1 tháng 3 năm 1943, thanh toán bàn đạp của quân Đức tại Demyansk.

### Đánh giá
Chiến dịch Sao Thổ diễn ra trong điều kiện các tình huống trên mặt trận không ổn định và luôn có những thay đổi khó lường; trong đó, việc Hitler ra lệnh cho thống chế Erich von Manstein phải triển khai sớm Chiến dịch Bão Mùa đông là một ví dụ điển hình. Hành động này đã buộc Bộ Tổng tư lệnh tối cao quân đội Liên Xô phải thay đổi một phần mục tiêu và thu hẹp quy mô của chiến dịch trở thành Chiến dịch Sao Thổ nhỏ. Việc thay đổi đó hoàn toàn phù hợp với thực tế chiến trường để tránh rơi vào sự phiêu lưu có thể dẫn đến việc trả giá đắt. Giả thiết rằng quân đội Liên Xô cứ tiếp tục triển khai Chiến dịch Sao Thổ theo kế hoạch và mục tiêu ban đầu, họ sẽ không đủ lực lượng để cùng một lúc làm ba nhiệm vụ: đẩy lùi cuộc phản công Bão Mùa đông của Cụm tập đoàn quân Sông Đông, cô lập Cụm tập đoàn quân A tại Bắc Kavkaz và thanh toán Cụm quân Stalingrad của thống chế Paulus. Đây là quy luật thông thường của chiến tranh, mặt trận càng rộng, càng đòi hỏi nhiều binh lực ở thê đội dự bị. Đối với bên tấn công còn phải đảm bảo cả ưu thế chung và ưu thế trên các địa đoạn đột phá. Trong khi đó, lực lượng dự bị chủ yếu của quân đội Liên Xô tại khu vực Stalingrad vẫn còn chưa thành toán xong Cụm quân của Paulus và việc điều động Tập đoàn quân cận vệ 2 đến chặn cuộc tấn công của Cụm quân Hoth (Đức) tại sông Myskova cũng là một minh chứng cho thấy sự tỉnh táo của Bộ Tổng tư lệnh tối cao Liên Xô.
Chính việc thu hẹp phạm vi không gian, thời gian và mục tiêu của Chiến dịch Sao Thổ thành Sao Thổ nhỏ đã làm cho Phương diện quân Tây Nam có điều kiện tập trung lực lượng lớn tại các địa đoạn đột phá để đánh các đòn chia cắt mạnh và sâu. Tại chiến dịch này, quân đội Liên Xô đã phát triển một chiến thuật tấn công mới của lục quân: Chiến thuật "xuyên tâm giao thoa". Khác với chiến thuật bao vây chia cắt sử dụng trong Chiến dịch Sao Thiên Vương, Chiến dịch Sao Thổ diễn ra không phải với các đòn công kích hợp điểm, đồng tâm mà với các đòn giao thoa xuyên tâm. Theo đó, Quân đoàn kỵ binh cận vệ 1 và Quân đoàn xe tăng 22 tấn công cắt ngang Cụm tác chiến Hollidt từ Bokovskaya qua Kamensky đến tâm điểm của mặt trận tại Lozovskoye, sau đó tiếp tục tiến đánh theo hướng Tây qua Mankovo Kalitva đến Strenshovka. Các quân đoàn xe tăng 18, 24 và 25 sau khi đánh bại Tập đoàn quân 8 Ý tại khu tứ giác Novaya Kalitva - Ivanovka - Medovo - Bogucharovo đã phát triển tấn công chia cắt dọc theo trục Bắc-Nam, cũng xuyên qua tâm điểm mặt trận tại Lozovskoye rồi phát triển về phía Nam đến tuyến Milerovo - Ilinka - Kachalinskaya - Morozovsk. Đòn chia cắt xuyên tâm này được thực hiện trong thời gian ngắn đã làm cho Cụm tác chiến Hollidt luôn ở trong tình trạng phải đối phó với nhiều đòn tấn công trên các hướng và rất khó phán đoán được hướng nào là hướng chủ yếu.
Sơ hở duy nhất mà quân đội Liên Xô mắc phải là để cho Quân đoàn xe tăng 24 đột kích quá sâu mà không có bộ binh yểm hộ, bị cô lập trong hậu tuyến của quân Đức trong năm ngày. Mặc dù quân đoàn này đã làm rối loạn hậu cứ của quân Đức một thời gian và buộc Cụm tập đoàn quân Sông Đông phải bỏ trận địa tại khu vực Nizhni Chirskaya - Oblivskaya, điều sư đoàn xe tăng 11 quay về đối phó và phần lớn người và phương tiện của quân đoàn này đã rút được về Ilinka nhưng đây cũng là bài học cho việc phối hợp giữa xe tăng với bộ binh và giữa xe tăng với xe tăng. Sơ hở này đã được phát hiện và Phương diện quân Tây Nam đã bố trí cho xe tăng tấn công thành từng cặp gồm hai quân đoàn để yểm hộ cho nhau. Vì vậy, ngày 22 tháng 12, Quân đoàn xe tăng 17 đã thoát khỏi thế bị vây ở khu vực Kononovka và kéo về Voloshino, sau đó về Milerovo để đi cùng với Quân đoàn xe tăng 18.